# Norger Tennis Vereniging
De Norger Tennis Vereniging (NTV) is een bij de KNLTB aangesloten Nederlandse tennis- en padelvereniging in Norg.

## Geschiedenis

### Oprichting
De Norger TV is opgericht in 1962. Toentertijd werd er nog gespeeld op betonnen tennisbanen. Dit duurde tot het begin van de jaren zeventig. In 1973 werden er twee gravelbanen aangelegd, waarmee het ledenaantal toenam. Een jaar na de aanleg van de twee gravelbanen vond de realisatie van een bakstenen clubhuis plaats. Doordat er veel mensen lid wilden worden ontstond er een wachtlijst.

### Een nieuwe baan
In april van het jaar 1977 vond de realisatie van de derde baan plaats, waardoor er weer een aantal nieuwe leden kon worden toegelaten. In een rap tempo was het ledenaantal vergroot naar 280 leden. Er werd wederom een wachtlijst in het leven geroepen en er werd bij de gemeente al snel een verzoek gedaan voor de aanleg van een vierde baan.

### Banen 4 en 5
Op 14 maart 1982 werden de werkzaamheden ingezet voor de aanleg van twee extra banen. Bomen werden gekapt en grond werd afgegraven. Op vrijdag 17 september 1982 werden de twee nieuwe gravelbanen officieel geopend door toenmalig burgemeester O.G. de Boer en oud-wethouder R. Hofsteenge.
Door de aanleg van deze twee banen werd de wachtlijst wederom opgeheven.

### Verlichting en bewatering
In 1987 zijn met behulp van vrijwilligers vier lichtmasten geplaatst rondom de banen 1, 2 en 3. Er is gekozen voor lichtmasten van vijftien meter hoog. Alle armaturen werden voorzien van 2000 watt-dysprosiumjodide-lampen. Begin jaren negentig werden ook de banen 4 en 5 voorzien van eenzelfde verlichting. Diezelfde lichtmasten zijn inmiddels voorzien van LED-verlichting.
In 1995 is er gekozen om een beregeningsinstallatie aan te leggen op alle vijf de banen. Zo kan het besproeien van de banen bediend worden vanuit het clubhuis. Deze installatie maakt gebruik van een speciale pop-upsproeier met antisliplaag.

### Jaren negentig
Het ledenaantal is stabiel. Het aantal teams dat meedoet aan de voorjaarscompetitie schommelt tussen de 25 en 32. Een aanleg van baan nummer 6 is aan de orde, maar de gemeente houdt dit voorlopig tegen in verband met de nieuwe plannen voor het plaatselijke binnenzwembad. De jeugd nam in de jaren negentig een zeer belangrijke plaats in. Geselecteerde jeugd werd door trainer Jan Paas begeleid. Het Open D en C toernooi werd behoorlijk druk bezocht in 1996. Na vele opmerkingen door leden aan het bestuur over het voorrangsreglement, werd dit uiteindelijk aangepast. De 'Herenbaan' werd afgeschaft. Vanaf nu konden zowel heren, dames als junioren baan 1 afschrijven.

### Padelbanen
In 2018 werd besloten om twee padelbanen aan te leggen, die begin 2019 zijn gerealiseerd.

## Het park

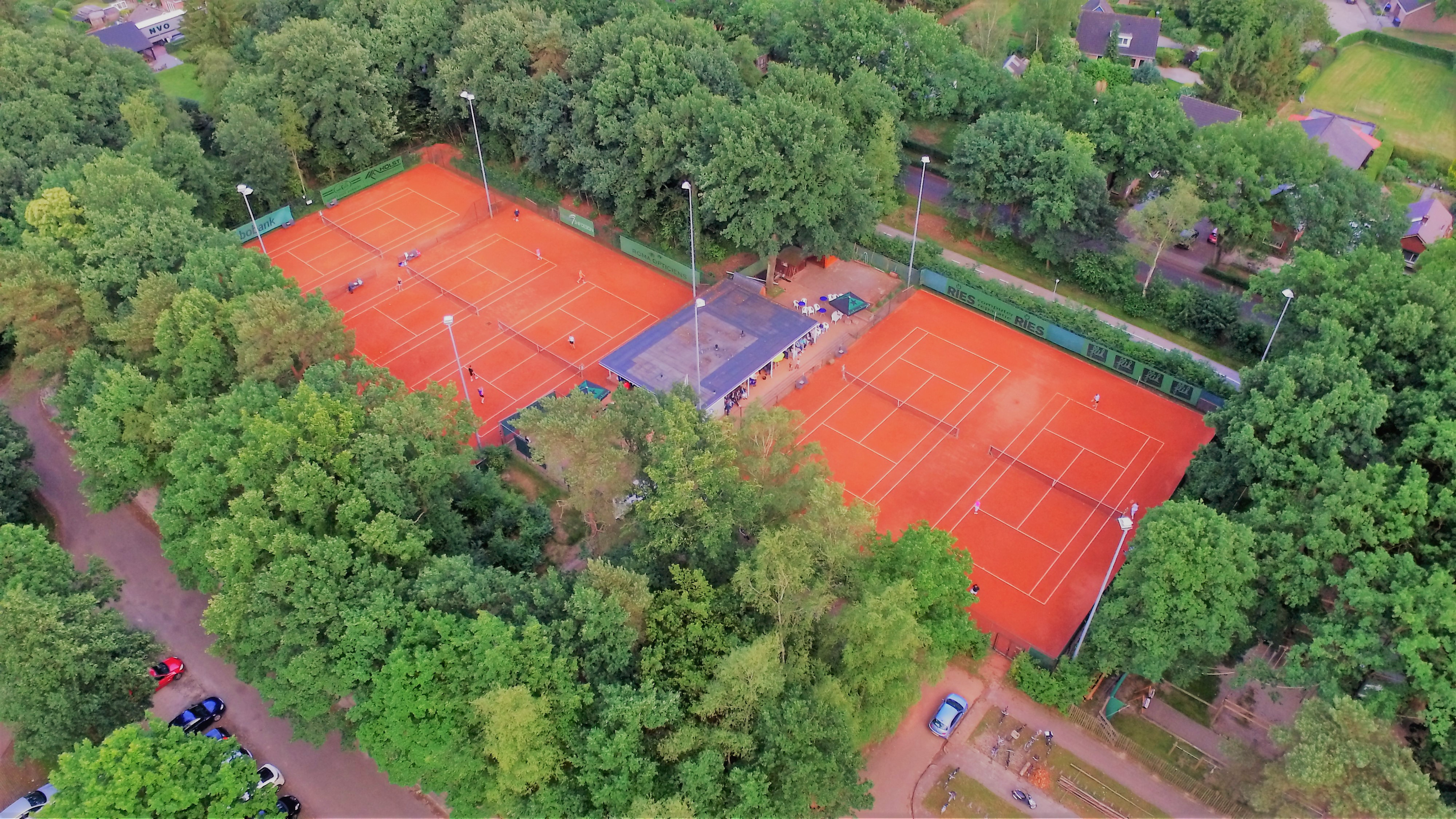
Luchtfoto van het tennispark van de NTV, gezien vanaf het noordwesten.

Het park van de Norger Tennis Vereniging bestaat uit vijf buitengravelbanen en twee padelbanen. Centraal op het tennispark bevindt zich het clubhuis van de vereniging. Ten oosten van het gebouw liggen baan 1, 2 en 3. Ten westen liggen de banen 4 en 5. Sinds 2019 liggen er ten noorden van het clubhuis 2 padelbanen. Het clubhuis biedt de volgende faciliteiten:
- Kantine met bar
- Gescheiden kleedruimtes met toilet en douches
- Apart toilet
- Garderobe

In 2013 is het oude clubhuis gerenoveerd en zijn onder andere de kleedkamers aangepakt en is de kantine vergroot. Hierbij is ook een volledig nieuwe keuken geïnstalleerd. In begin 2017 is aan de oost- en westzijde van het clubhuis een overkapping geplaatst, waar zonnepanelen op zijn gelegd. Verder zijn er op het park een fietsenparkeerplaats, een bescheiden bos met speelplaats voor jeugd en een terras.

## Evenementen en activiteiten
Jaarlijks biedt de NTV een aantal activiteiten aan, waaronder de clubkampioenschappen, het ouder-kindtoernooi en een regionaal open toernooi voor 25+ tennissers.

### NTV KNLTB Open 25+ Gravel- en Padeltoernooi
Sedert 2014 vindt er op het park van de NTV een jaarlijks terugkerend open KNLTB-toernooi plaats, dat na zes edities is gegroeid tot een bekend toernooi in de regio. Het toernooi duurt één week (meestal eind augustus) en werd tot 2019 gespeeld in vijf categorieën: dames enkel, heren enkel, dames dubbel, heren dubbel en gemengd dubbel. Vanaf 2020 zijn er twee padel categorieën aan het toernooi toegevoegd: dames dubbel en heren dubbel. Alle categorieën worden gespeeld in speelsterktes 5 tot en met 9. De minimale inschrijfleeftijd is 25 jaar. In 2018 vond er een speciale lustrumeditie plaats.
Aantal deelnemers per jaar:
| Jaar  | Aantal deelnemers |
| ----- | ----------------- |
| 2014  | 069               |
| 2015  | 110 ( 59%)        |
| 2016  | 166 ( 51%)        |
| 2017  | 204 ( 23%)        |
| 2018  | 225 ( 10%)        |
| 2019  | 189 ( 16%)        |
| 2020* | 258 ( 37%)        |
| 2021* | 305 ( 18%)        |
| 2022* | 304 ( 0,3%)       |

De terugval in het aantal deelnemers in 2019 komt door de limiet die is ingesteld vanwege de drukte tijdens de voorgaande jaren.
*Vanaf 2020 wordt er naast een tennistoernooi een padeltoernooi georganiseerd, wat de groei van het aantal deelnemers een positieve impuls heeft gegeven.

### NTV KNLTB Senior Event
Voor de 50+ tennissers wordt jaarlijks een evenement georganiseerd waarbij gezelligheid voorop staat. Gedurende de dag worden door de deelnemers uit de regio drie of vier dubbelwedstrijden gespeeld.

### Ouder-Kindtoernooi
Dit toernooi is ontstaan, omdat club meer aandacht wilde vragen voor de sociale cohesie binnen de club. Vooral de band tussen junioren en senioren was daarbij belangrijk. Het niet-openbare toernooi wordt gespeeld op één dag, waarbij koppels van ouder met kind spelen tegen andere koppels.

### Clubkampioenschappen
Verdeeld over het gehele tennisseizoen worden er drie clubkampioenschappen georganiseerd die elke één week duren en waaraan nagenoeg de helft van de leden deelneemt. Deze drie kampioenschappen zijn verdeeld in onderstaande categorieën:
- Gemengd dubbel (juni)
- Enkel (juli)
- Dubbel (september)

De senioren strijden bij elk kampioenschap in vier categorieën gebaseerd op speelsterkte.
- Top / Beste van het Dörp
- Competitie / Runners Up
- Recreatief / Talent van het Moment
- 45+

Voor de jeugd worden ook clubkampioenschappen georganiseerd, ingedeeld in categorieën gebaseerd op leeftijd.

### Wintercup
Zodra de najaarscompetitie is afgesloten, begint in het winterseizoen de Wintercup bij de tennisclub. De Wintercup is vergelijkbaar met de competitie alleen wordt deze binnen de club gespeeld. Teams van 2 à 3 mensen spelen iedere zondag van het winterseizoen, met uitzondering van nationale feestdagen, een aantal wedstrijden. Deze cup is leven in geblazen om leden van de Norger Tennis Vereniging in de winter actief te houden.

### Competitie
De door de KNLTB georganiseerde competities worden ook meegespeeld door leden van de NTV. Zowel in de voorjaarscompetitie als de najaarscompetitie spelen rond de 18 teams mee.

### Ladies' Night & Gentlemen's Night
Voor respectievelijk alle vrouwelijke leden en alle mannelijke leden van de vereniging is er eenmaal per jaar een avond waarop getennist en gefeest wordt. Ieder jaar is er een thema met dresscode, en ook het clubhuis wordt voorzien van de nodige versiering passend bij het thema.

### Padelladdercompetitie
De padelladdercompetitie wordt gespeeld in de periodes tussen de voor- en najaarscompetities. Deze competitie is intern, dus is alleen toegankelijk voor leden van de NTV. Aan het eind van iedere periode wordt aan de hand van de positie op de "ladder" een winnaar bepaald. Er zijn in totaal drie categorieën: damesdubbel, gemengd dubbel en herendubbel. 

## Logo
De club heeft als huisstijlkleuren blauw en wit die ook terugkomen in het logo van de vereniging. In het logo zijn de letters van de afkorting (NTV) te vinden. Deze zijn gevormd tot een ronde vorm die een tennisbal symboliseert.